# Togo (cane)

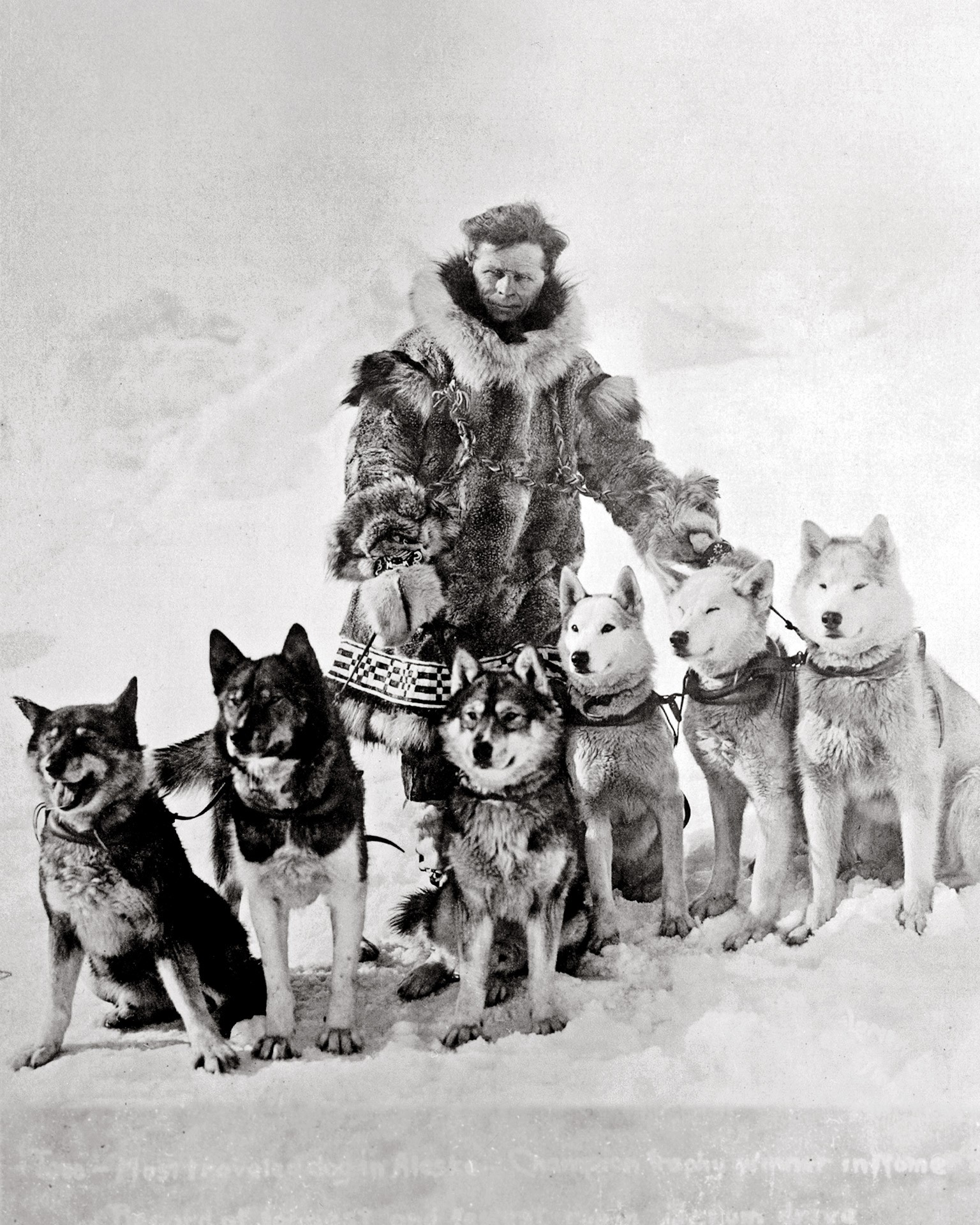
Leonhard Seppala con i suoi cani da slitta del suo canile. Ad estrema sinistra Togo; a seguire verso destra: Karinsky, Jafet, Pete, Zeus, Fritz.

Togo (Nome, 17 ottobre 1913 - Poland, 5 dicembre 1929) è stato il principale cane da slitta e capo squadra del musher norvegese Leonhard Seppala, nonché uno dei protagonisti della corsa del siero del 1925, dove percorse una tratta dell'Alaska centro-occidentale in direzione di Nome. 
Nonostante con la sua squadra di cani avesse percorso la distanza più lunga e più pericolosa rispetto alle altre squadre di cani incaricate nel trasporto del siero, in particolar modo attraversando il fragile strato ghiacciato della baia Norton Sound, il suo ruolo fu inspiegabilmente escluso dalle notizie contemporanee dell'evento dell'epoca in favore di un altro cane da slitta capo squadra che per ultimo percorse la staffetta, Balto (guidato dal musher Gunnar Kaasen), anch'esso di proprietà di Seppala.
Il suo nome deriva dal celebre ammiraglio giapponese Tōgō Heihachirō.
Considerato in un primo momento un semplice piantagrane, prima di essere identificato come un leader naturale ed un cucciolo prodigio da Seppala, Togo aveva già mostrato prove estreme di dedizione e resistenza da cucciolo, che da adulto continuò a mostrare con insolite prodezze di intelligenza, contribuendo così a salvare la vita della sua squadra e del suo musher in più di un'occasione. I cani da slitta allevati dalla sua linea hanno contribuito alla linea di cani da slitta "Seppala Siberian", così come al pool genetico tradizionale del Siberian Husky.

## Storia
Togo era uno dei cani di Leonhard Seppala, come Balto, sebbene quest'ultimo sia maggiormente ricordato poiché fece l'ultimo tratto di strada consegnando l'antitossina; fu in realtà Togo a fare il tratto più lungo e pericoloso della staffetta: il gruppo di cani, da lui guidato, percorse circa 420 km in totale, contro gli 85 dalla squadra di Balto e distanze ancora inferiori dalle rimanenti 18 squadre di cani da slitta. 
Togo venne regalato alla fine dei suoi giorni da Seppala ad una sua collega musher, Elizabeth Ricker, residente nel Maine. Dopo essersi separato dal suo miglior cane, Seppala dichiarò: «È stato triste separarsi in una fredda e grigia mattina di marzo, quando Togo mi sollevò una piccola zampa al ginocchio come per chiedermi perché non mi stesse seguendo. Non ho mai avuto un cane migliore di Togo.» Seppala andò a trovare Togo un paio di volte ed era al suo fianco quando venne eutanasizzato.
Dopo la sua morte, Togo venne imbalsamato ed esposto all'Iditarod Trail Headquarters Museum di Wasilla, in Alaska.
Una statua eretta nello Seward Park di Manhattan ed un'altra eretta presso il Poland Spring Preservation Society di Poland, Maine, ricordano Togo nella sua eroica impresa.

## Influenza culturale
Sulle sue vicende è stato realizzato, nel 2019, il film Togo - Una grande amicizia diretto da Ericson Core e prodotto dalla Walt Disney Pictures; nel 2020 venne realizzato il film Balto e Togo - La leggenda diretto da Brian Presley.